# Batalla de Tíndaris
La batalla de Tíndaris fue una batalla naval de la primera guerra púnica, que tuvo lugar en Tíndaris en el año 257 a. C. Tíndaris era una ciudad siciliana fundada como colonia griega en el 396 a. C. localizada en el golfo de Patti, en el mar Tirreno.
Hierón II, tirano de Siracusa, permitió a los cartagineses establecer una base militar en Tíndaris; sin embargo, después de esta batalla, que ocurrió en las aguas entre Tíndaris y las islas Eolias, con Marco Atilio Régulo al mando de la flota romana, la ciudad cayó en manos de Roma y el tirano Hierón se convirtió en un fiel aliado de Roma.
A esta victoria romana le siguió la batalla del Cabo Ecnomo.